# Platanthera brevicalcarata
Platanthera brevicalcarata là một loài thực vật có hoa trong họ Lan. Loài này được Hayata miêu tả khoa học đầu tiên năm 1911.